# 阿恩斯赫芬
阿恩斯赫芬是德国莱茵兰-普法尔茨州的一个市镇。总面积2.94平方公里，总人口152人，其中男性72人，女性80人（2011年12月31日），人口密度52人/平方公里。